# تئوری ارتعاشات و کاربرد آن در مهندسی
تئوری ارتعاشات و کاربرد آن در مهندسی کتابی از منصور نیکخواه بهرامی است که در سال ۱۳۶۷ منتشر و در مراسم کتاب سال جمهوری اسلامی ایران به‌عنوان کتاب برگزیده معرفی شد.